# 4 Walls
4 Walls là album phòng thu cuối cùng của nhóm nhạc nữ Hàn Quốc f(x), phát hành bởi SM Entertainment vào ngày 27 tháng 10 năm 2015. Lee Soo-man, cựu chủ tịch của SM Entertainment, đóng vai trò điều hành sản xuất album. Đây là sản phẩm đầu tiên của nhóm dưới tư cách là nhóm nhạc 4 thành viên, sau sự ra đi của thành viên Sulli vào tháng 8 năm 2015 và cũng là lần quảng bá cuối cùng của nhóm dưới trướng SM Entertainment.
Để quảng bá cho album, f(x) đã trình diễn bài hát chủ đề cùng tên với album trên nhiều chương trình âm nhạc tại Hàn Quốc, bao gồm M! Countdown, Music Bank, Show! Music Core và Inkigayo. Nhóm cũng thực hiện chuyến lưu diễn hòa nhạc đầu tay Dimension 4 – Docking Station (2016), ghé thăm Hàn Quốc và Nhật Bản trong tháng 1 và 2 năm 2016. Phong cách âm nhạc của 4 Walls rất đa dạng, là sự kết hợp giữa dòng nhạc electropop và synthpop quen thuộc của nhóm cùng nhiều thể loại âm nhạc khác nhau như house, EDM và UK garage.
Album nhận được những phản ứng tích cực từ các nhà phê bình âm nhạc, trong đó họ đánh giá cao việc các thành viên khác đã có nhiểu cơ hội để phát huy khả năng thanh nhạc của họ hơn sau khi Sulli rời nhóm. Nó đạt vị trí quán quân trên bảng xếp hạng Gaon Album Chart của Hàn Quốc và đã bán được hơn 76.000 bản tính đến năm 2016; Ngoài ra, 4 Walls còn đứng đầu bảng xếp hạng Billboard World Albums Chart và vị trí thứ 39 trên Oricon Albums Chart của Nhật Bản. Trong khi đó, đĩa đơn "4 Walls", đạt vị trí thứ 2 trên bảng xếp hạng Gaon Digital Chart và Billboard World Digital Songs.

## Danh sách bài hát
| 4 Walls – Phiên bản thường | 4 Walls – Phiên bản thường                | 4 Walls – Phiên bản thường | 4 Walls – Phiên bản thường                                                                          | 4 Walls – Phiên bản thường                | 4 Walls – Phiên bản thường |
| STT                        | Nhan đề                                   | Phổ lời                    | Phổ nhạc                                                                                            | Phối nhạc                                 | Thời lượng                 |
| -------------------------- | ----------------------------------------- | -------------------------- | --------------------------------------------------------------------------------------------------- | ----------------------------------------- | -------------------------- |
| 1.                         | "4 Walls"                                 | Lee Seu-ran                | LDN Noise Tay Jasper Adrian McKinnon                                                                | LDN Noise                                 | 3:27                       |
| 2.                         | "Glitter"                                 | Lee Seu-ran                | Andreas Öberg Maria Marcus                                                                          | Öberg Marcus                              | 2:59                       |
| 3.                         | "Deja Vu"                                 | Jo Yoon-kyung              | Nermin Harambasic no [ Camilla North ] Lloyd Lawrence Lorenz Adam Kapit Ryan S. Jhun Kine J. Hansen | Harambasic North Lorenz Kapit Jhun Hansen | 3:40                       |
| 4.                         | "X"                                       | Kim In-hyung Shin Hye-sun  | Jhun Nicolas Jack Scapa (10K Islands) Anjulie Persaud Brian Robertson Fransisca Hall                | Jhun Scapa Persaud Robertson Hall         | 3:23                       |
| 5.                         | "Rude Love"                               | 100% Seo-jeong             | LDN Noise Syron Andrew Jackson                                                                      | LDN Noise                                 | 4:18                       |
| 6.                         | "Diamond"                                 | Young-hu Kim               | Jhun Taylor Parks Jussi Karvinen                                                                    | Jhun Parks                                | 3:59                       |
| 7.                         | "Traveler" (hợp tác với Zico của Block B) | JQ Kim Jin-ju Zico         | The Stereotypes                                                                                     | The Stereotypes                           | 3:38                       |
| 8.                         | "Papi"                                    | Kenzie                     | Kenzie LDN Noise Shaun Ylva Dimberg                                                                 | LDN Noise Shaun                           | 3:05                       |
| 9.                         | "Cash Me Out"                             | Kenzie                     | David Dawood Mark Pellizzer Makeba Riddick                                                          | Dawood Pellizzer Riddick                  | 3:21                       |
| 10.                        | "When I'm Alone"                          | Jo Yoon-kyung              | Bonnie McKee Carly Rae Jepsen Matt Radosevich Steve Robson Hwang Hyun (MonoTree)                    | McKee Jepsen Radosevich Robson Hwang      | 3:23                       |

## Xếp hạng
| Bảng xếp hạng (2015)              | Vị trí cao nhất |
| --------------------------------- | --------------- |
| South Korean Albums (Gaon)        | 1               |
| Japanese Albums (Oricon)          | 39              |
| US Heatseekers Albums (Billboard) | 7               |
| US World Albums (Billboard)       | 1               |

| Bảng xếp hạng (2015)            | Vị trí |
| ------------------------------- | ------ |
| Korean Albums of October (Gaon) | 4      |

| Bảng xếp hạng (2015)       | Vị trí |
| -------------------------- | ------ |
| South Korean Albums (Gaon) | 33     |

## Lịch sử phát hành
| Nước     | Ngày                 | Định dạng           | Đơn vị phát hành           |
| -------- | -------------------- | ------------------- | -------------------------- |
| Hàn Quốc | 27 tháng 10 năm 2015 | CD, tải kĩ thuật số | SM Entertainment, KT Music |
| Toàn cầu | 27 tháng 10 năm 2015 | Tải kĩ thuật số     | SM Entertainment           |